# Pia Beck
Pieternella (Pia) Beck (Den Haag, 18 september 1925 – Málaga, 26 november 2009) was een Nederlandse jazzpianiste en zangeres.

## Loopbaan
Pia Beck was een natuurtalent op de piano. Zonder noemenswaardige muzikale opleiding werd ze in mei 1945 gevraagd als pianiste en vocaliste in het Miller Sextet, waarmee ze optrad in België, West-Duitsland, Zweden en Nederlands-Indië. In 1949 begon ze haar eigen jazzcombo. Haar eerste compositie, Pia's Boogie, werd meteen een hit. Naast de tournees door Europa speelde zij vaak in haar eigen pianobar, De Vliegende Hollander in Scheveningen.
In 1952 bezocht ze voor het eerst de Verenigde Staten, waar ze tot 1964 jaarlijks optrad. Ze werd benoemd tot ereburgeres van New Orleans en Atlanta. Collega Oscar Peterson noemde haar de beste jazzpianiste ter wereld.
In april 1965 emigreerde ze met haar partner naar de Costa del Sol, waar ze eerst een pianobar begon. Nadat deze failliet ging, legde ze zich toe op het schrijven van reisgidsen en op de makelaardij. In 1975 maakte ze haar comeback als artieste in het Circustheater in Scheveningen en daarna verhuisde ze naar een appartementencomplex behorende bij hotel Huis ter Duin, te Noordwijk aan Zee. Op 18 september 2003 (haar 78e verjaardag) nam ze afscheid van het grote publiek met een concert in restaurant Castellum Novum in Hilversum.
In 2017 werd een tot dan toe naamloze brug in Amsterdam omgedoopt tot Pia Beckbrug.

## Privéleven

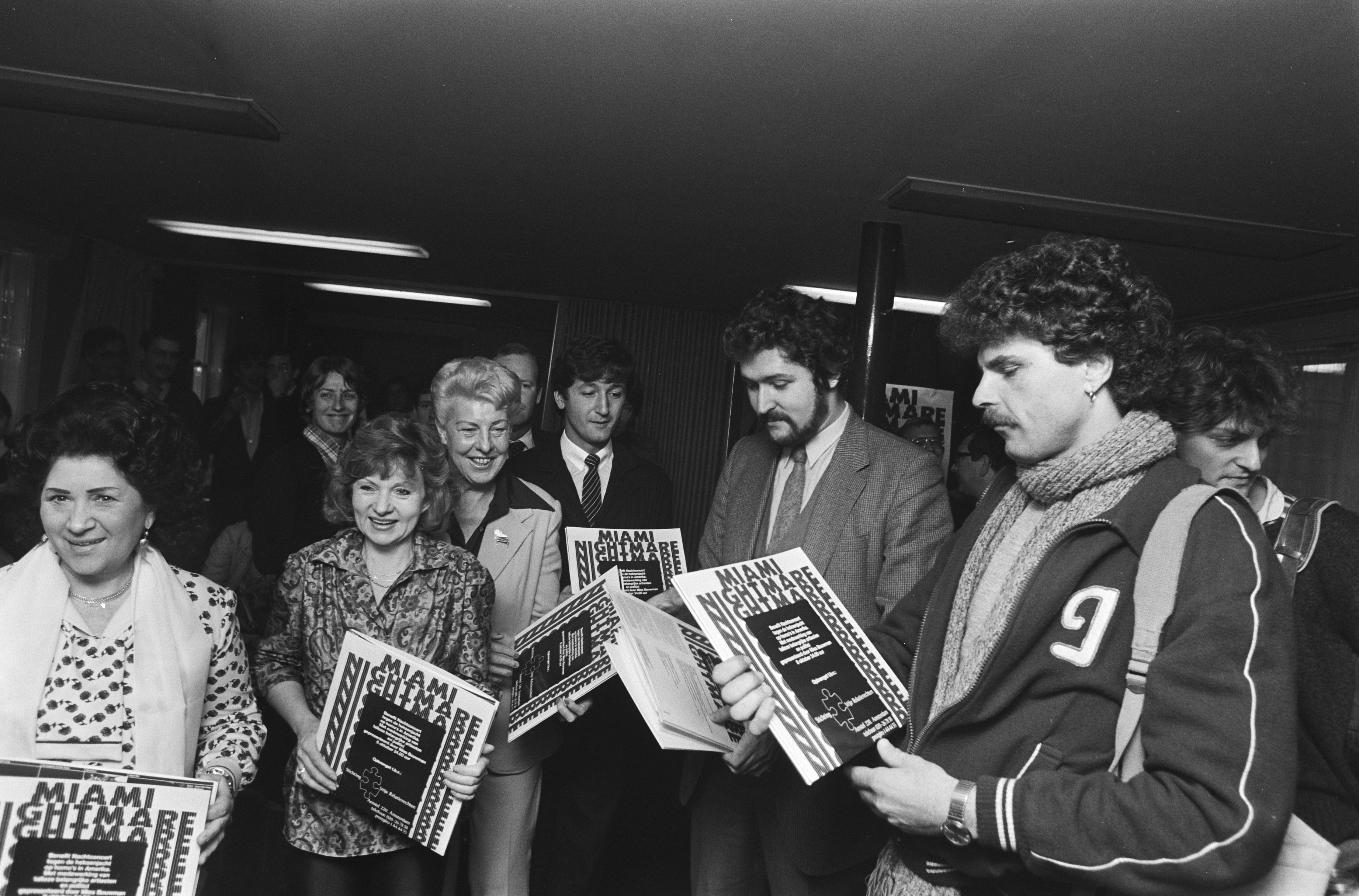
Presentatie opname Miami Nightmare (anti-Bryantmanifestatie). V.l.n.r. Zangeres Zonder Naam, Sylvia de Leur, Pia Beck, Manfred Langer, Henk Krol en Robert Long (1980)

Pia Beck was een van de eerste artiesten die openlijk uitkwam voor haar homoseksualiteit (in de Verenigde Staten verzette ze zich eind jaren 70 tegen de anti-homoactiviste Anita Bryant). Met haar levenspartner Marga Samsonowski en drie kinderen van Samsonowski uit haar huwelijk met diskjockey Pete Felleman woonde ze vanaf 1965 in de Malagaanse wijk Churriana, bij Torremolinos aan de kust van Andalusië, Zuid-Spanje. De oudste dochter overleed in 2008 en Samsonowski overleed midden 2009. Pia Beck overleed zelf nog geen half jaar later (eind 2009) op 84-jarige leeftijd aan een hartstilstand.

## Boeken
Autobiografieën:
- De Pia Beck story, 1982, 205 p., Tiebosch - Amsterdam, ISBN 90-6278-782-7
- The touch of my life: Elise over Pia, 2000, 49 p., Best Publishing Group - Best, ISBN 90-802019-4-4